# Петровский, Алексей Сергеевич
Алексей Сергеевич Петровский (1881—1958) — переводчик, музеевед, коллекционер.

## Биография
Из дворян; сын профессора-филолога Сергея Александровича Петровского и его супруги Софьи Ивановны, урожденной Вишняковой. В 1899 окончил частную московскую гимназию Ф. И. Креймана. В гимназические годы увлекался литературой и музыкой, был знаком с сотрудниками газеты «Московские ведомости» и близок к семье Э. К. и Н. К. Метнеров. В июле 1899 Петровский поступил на отделение естественных наук физико-математического факультета Московского университета и стал заниматься изучением органической химии и химии взрывчатых веществ, слушал курс остеологии, посещал семинар профессора Н. А. Умова, увлекался математикой. Под руководством Н. Д. Зелинского Петровский работал в химической лаборатории факультета. Осенью 1899 на семинаре Умова он познакомился со своим однокурсником Андреем Белым, который ввёл Петровского в круг семьи М. С. Соловьёва. В 1903 окончил университет; поступил в Московскую духовную академию, где сблизился с П. А. Флоренским.
C 1907 сотрудник библиотеки Румянцевского музея. С марта 1910 до марта 1911 не работал в библиотеке ввиду несогласия с директором Румянцевского музея И. В. Цветаевым. С 1 марта 1911 заведующий читальным залом, младший помощник библиотекаря. Позже — заведующий отделом каталога, отделом естественных наук библиотеки, научным отделом педагогики, психологии, философии, истории религий, отделом комплектования. Изучал постановку библиотечного дела и каталогизации в Германии и Франции.
После Октябрьской революции 1917 принимал участие в реорганизации и комплектовании фондов библиотеки Румянцевского музея. По завещанию своего отца передал в музей рукописную библиотеку московских розенкрейцеров (С. И. Гамалея, Н. И. Новикова и др.). В 1920-х разработал для Российской библиотеки им. В. И. Ленина каталогическую инструкцию по примеру зарубежных библиотек.
В 1924 арестован ОГПУ. Несколько месяцев провёл в заключении и был освобождён по ходатайству 124 сотрудников Государственной библиотеки им. В. И. Ленина с просьбой о скорейшем рассмотрении дела Петровского, так как он «один из немногих исключительных спецов по библиотечному делу, и отсутствие его работы сказывается весьма заметно», был освобождён и продолжал работать в Библиотеке. Участвовал в теоретической разработке разных библиотечных вопросов в исследовательской Комиссии Института библиотековедения, перевёл несколько работ по библиотековедению, вёл ряд библиографических работ.
В 1931 вновь арестован и сослан на строительство Беломорско-Балтийского канала. По окончании срока ссылки (1933) вернулся в Москву. В 1939 опубликовал перевод книги П. Кристеллера «История европейской гравюры XV—XVII веков». Петровский принимал участие в систематизации и изучении наследия А. Белого, в издании юбилейного полного собрания сочинений Л. Н. Толстого. В 1943—1955 гг. работал в ГБЛ главным библиотекарем отдела комплектования.
В течение всей жизни занимался редактированием и переводами (знал французский, немецкий, английский, итальянский языки). Разрабатывал методическую литературу по библиотечному делу. Много лет собирал гравюры. Коллекция завещана Российской государственной библиотеке.
Награждён медалями: «За доблестный труд в Великой Отечественной войне 1941—1945 годов», «В память 800-летия Москвы».

## Переводы
- Гофман Э.Т.А. Щелкунчик и Мышиный король : 6+: Для среднего школьного возраста: в сокращении / Гофман, Эрнст Теодор Амадей, Автор (Author); Фёдоров, Михаил Николаевич, Иллюстратор (Illustrator); Петровский, Алексей Сергеевич, Переводчик (Translator); Кистерская, О., Технический редактор, типограф (Typographer). — Москва [Россия] : Эксмо, 2018. — 85, [3] с.: ил.; 23 см. — (Дружим с детства!) .- 3000 экземпляров . — ISBN 978-5-04-090217-0 : (в переплёте)